# Actinote guatemalena
Actinote guatemalena är en fjärilsart som beskrevs av Bates 1864. Actinote guatemalena ingår i släktet Actinote och familjen praktfjärilar. Inga underarter finns listade i Catalogue of Life.